# Кортасар (Гуанахуато)
Кортасар (исп. Cortazar) — город и административный центр одноимённого муниципалитета в мексиканском штате Гуанахуато. Численность населения, по данным переписи 2010 года, составила 61 658 человек.

## Общие сведения
Название Cortazar дано в честь генерала Луиса Кортасара, одного из разработчиков плана Игуалы.
В доиспанский период в этом месте располагалась деревня отоми, а в период колонизации, 5 мая 1721 года было основано современное поселение